# Pehr Lagerhjelm (militär)
Pehr Uno Lagerhjelm, född den 22 juni 1875 i Karlskoga, Örebro län, död den 3 februari  1944 i Stockholm, var en svensk militär. Han var son till Pehr Erland Lagerhjelm och far till Pehr Lagerhjelm.
Lagerhjelm blev underlöjtnant vid Andra Göta artilleriregemente 1895 och löjtnant där 1898. Han genomgick artilleri- och ingenjörhögskolan 1896–1898 och krigshögskolan 1898–1900. Lagerhjelm var aspirant vid generalstaben 1901–1904, blev löjtnant där 1904 och kapten 1906. Han var byrådirektör vid Kungliga järnvägsstyrelsens militärbyrå 1908–1911 och lärare i krigskonst vid artilleri- och ingenjörhögskolan 1909–1914. Lagerhjelm blev kapten vid Svea artilleriregemente 1913 och major vid geeralstaben 1915. Han var avdelningschef vid generalstabens kommunikationsavdelning 1916–1919. Lagerhjelm befordrades till överstelöjtnant 1918 och fick transport till Svea artilleriregemente  1920. Han blev överste i armén 1926 och var överste och chef för Svea artilleriregemente 1928–1935. Lagerhjelm invaldes som ledamot av Krigsvetenskapsakademiens andra klass 1919, av första klassen 1936, och var även akademiens sekreterare under några år. Han blev riddare av Svärdsorden 1916, kommendör av andra klassen av samma orden 1929 och kommendör av första klassen 1932. Han är begravd på Norra begravningsplatsen utanför Stockholm.